# Puerta de Ciruela
La puerta de Ciruela fue una puerta de la ciudad española de Ciudad Real.

## Descripción
Se ubicaba en el sur de la ciudad española de Ciudad Real. Se levantó sobre un acceso en forma de arco de medio punto, «de pobre aspecto y mezquinas proporciones» El proyecto, promovido por el alcalde corregidor Enrique de Cisneros, fue encargado al arquitecto provincial Cirilo Vara el 13 de febrero de 1861 y las obras quedaron finalizadas en junio de ese mismo año.
Se componía de dos torreones separados entre sí por una cortina o muro, el cual, terminado por ménsulas y almenas sostenidas por arquitos de medio punto, abría el ancho y único arco gótico, que constituía la puerta. Los torreones, de base cuadrada, estaban coronados en sus cuatro frentes de ménsulas y almenas. Cada torreón tenía practicadas en sus dos caras principales, y a diferente altura, dos angostas ventanas. Entre las ménsulas y debajo de cada una de las almenas tenía simulado un orden de pequeñas troneras. Arrancaba el arco sobre impostas entalladas de follaje y en sus enjutas había medallones por ambos haces con un león y un castillo en el centro. La fábrica era de mampostería.
El ancho total de la puerta, torreones incluidos, era de diez metros. La altura ascendía a once metros, contados hasta las cúspides de las pirámides en que terminaban las almenas. Después de construida la puerta, como complemento de esta se reconstruyó uno de los antiguos muros laterales y se coronó de almenas en una longitud de dieciséis metros, operación que se repitió en el lado opuesto.